# Andrena ounifa
Andrena ounifa är en biart som beskrevs av Warncke 1974. Andrena ounifa ingår i släktet sandbin, och familjen grävbin. Inga underarter finns listade i Catalogue of Life.